# لیموی شیراز

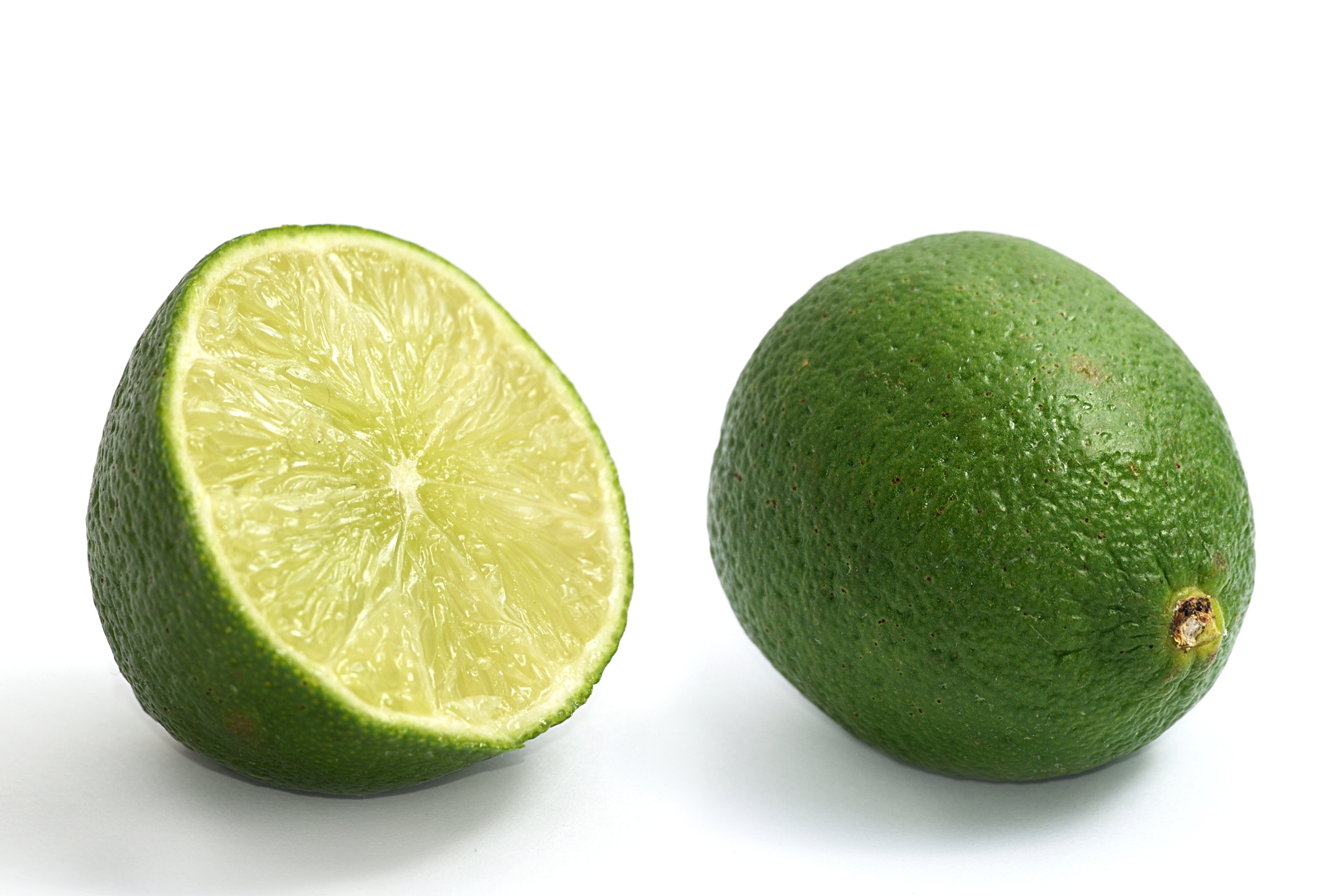
لیموترش سبز کامل و نیم شده

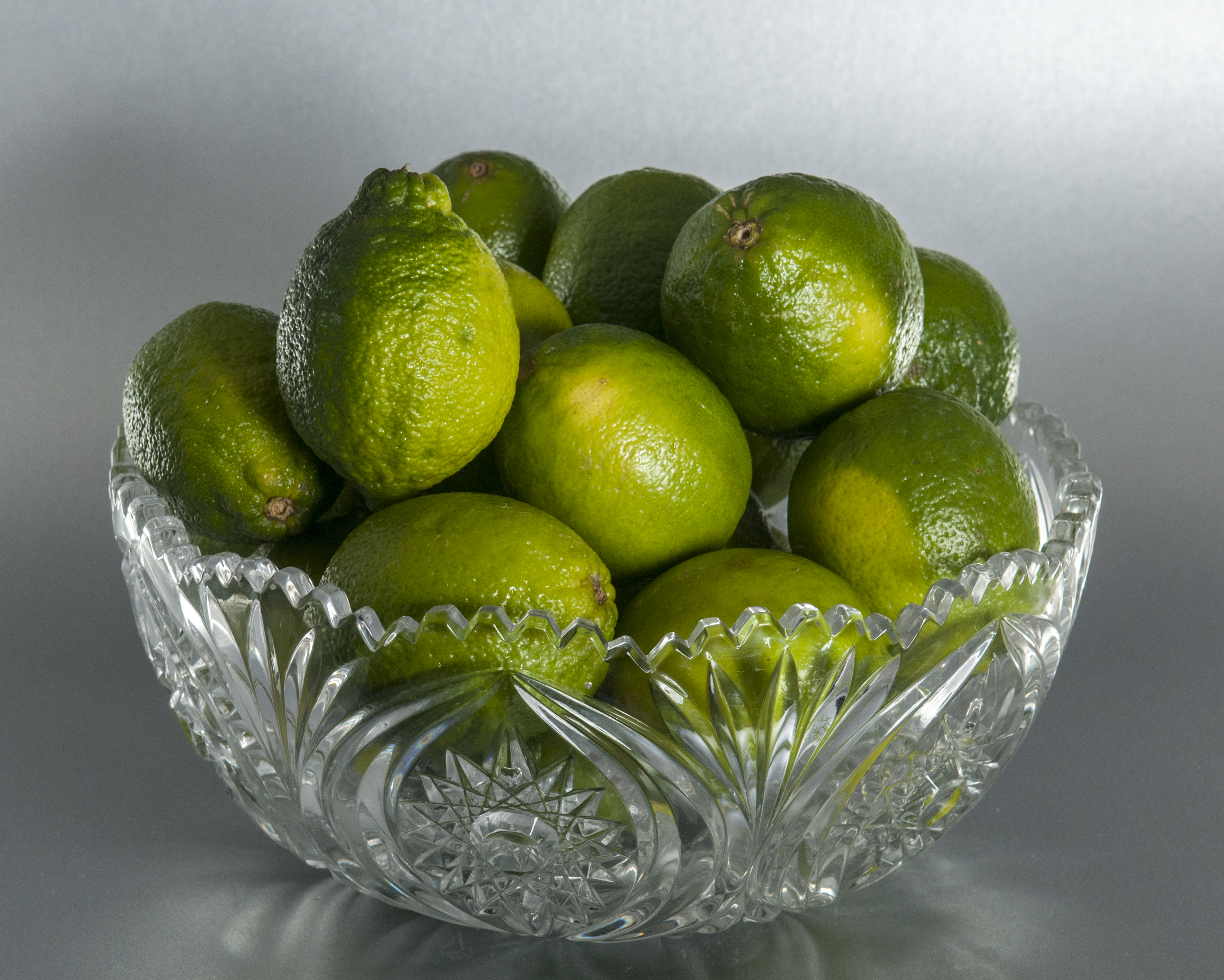

لیموی شیراز یا لایم به میوه‌ای از خانواده مرکبات اشاره می‌کند که به‌طور معمول گرد و سبز است و به‌طور متوسط قطری بین ۶–۳ سانتیمتر دارد و دارای پالپ ترش مزه است. میوه، گونه‌های مختلفی از درختان مرکبات لیمو نامیده می‌شوند که از جمله آن‌ها می‌توان به لیموی کی، لیموی ایرانی، لیموی کافر و لیموی صحرایی اشاره کرد. لیموی شیراز میوه‌ای سرشار از ویتامین سی است.

## آمار تولید
| هند | ۲٬۰۶۰٬۰۰۰F  |
| مکزیک | ۱٬۸۸۰٬۰۰۰F  |
| آرژانتین | ۱٬۲۶۰٬۰۰۰F  |
| برزیل | ۱٬۰۶۰٬۰۰۰F  |
| اسپانیا | ۸۸۰٬۰۰۰F    |
| چین | ۷۴۵٬۱۰۰F    |
| ایالات متحده آمریکا | ۷۲۲٬۰۰۰P    |
| ترکیه | ۷۰۶٬۶۵۲P    |
| ایران | ۶۱۵٬۰۰۰F    |
| ایتالیا | ۵۴۶٬۵۸۴P    |
| جهان | ۱۳٬۰۳۲٬۳۸۸A |
| ^ F = FAO estimate ^ P = Official figure ^ A = Aggregate (may include official, semi-official or estimates) Source: Food And Agricultural Organization of United Nations: Economic And Social Department: The Statistical Division |             |

## نگارخانه

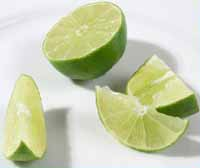
لیموی شیراز قاچ شده
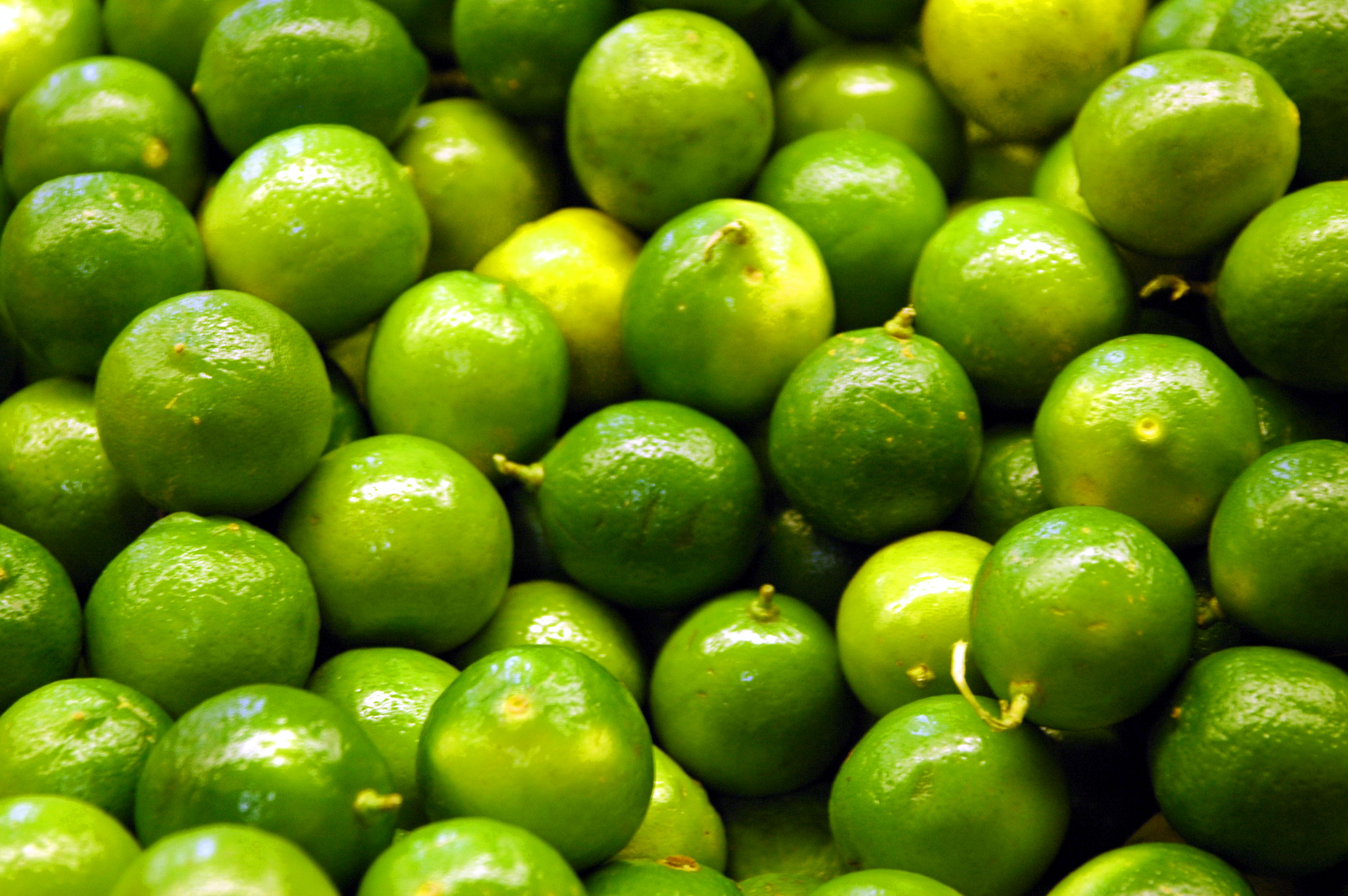
لیموی شیراز در فروشگاه
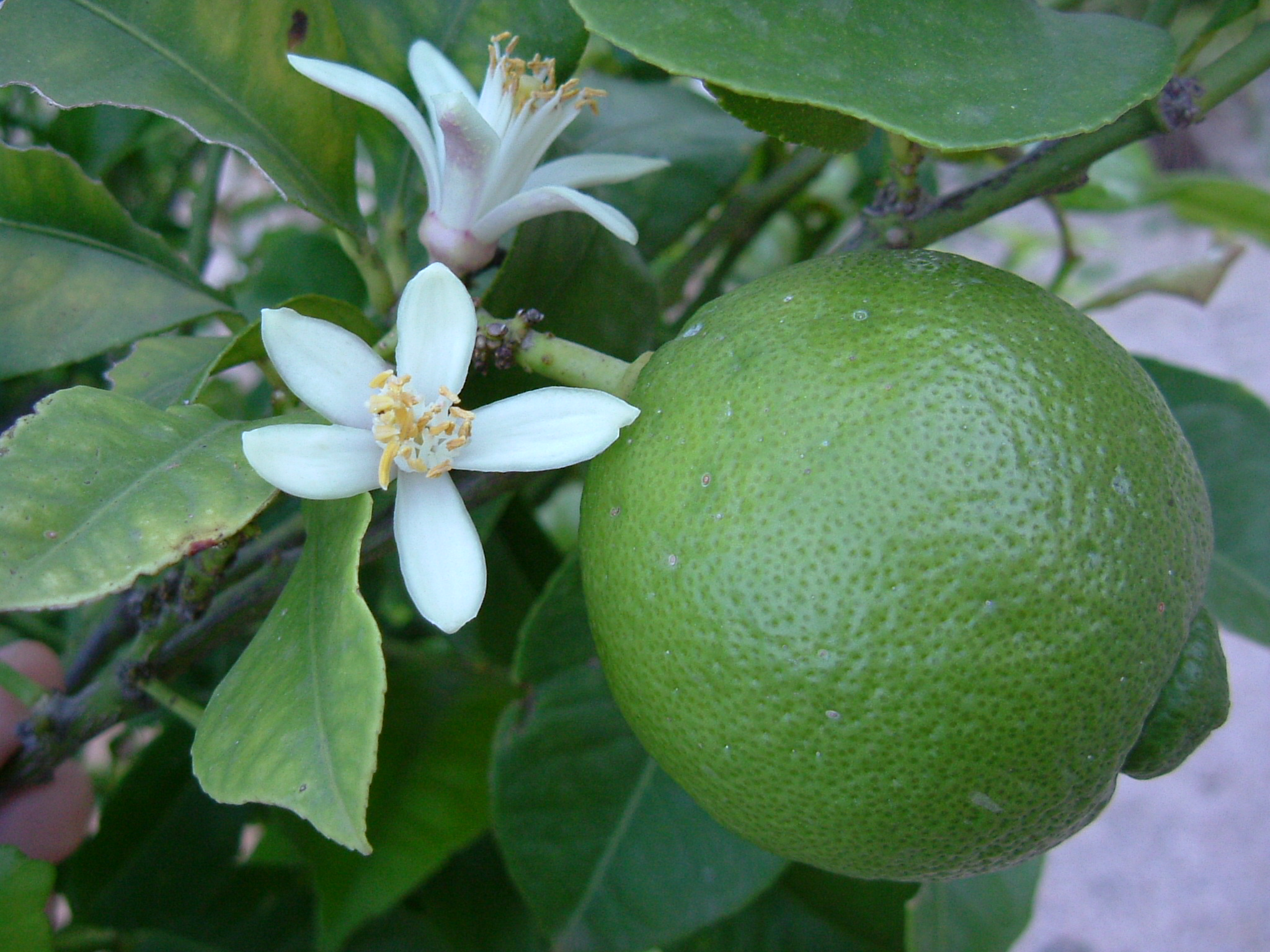
لیموی شیراز و شکوفه‌اش در جنوب اسپانیا